# Boréades

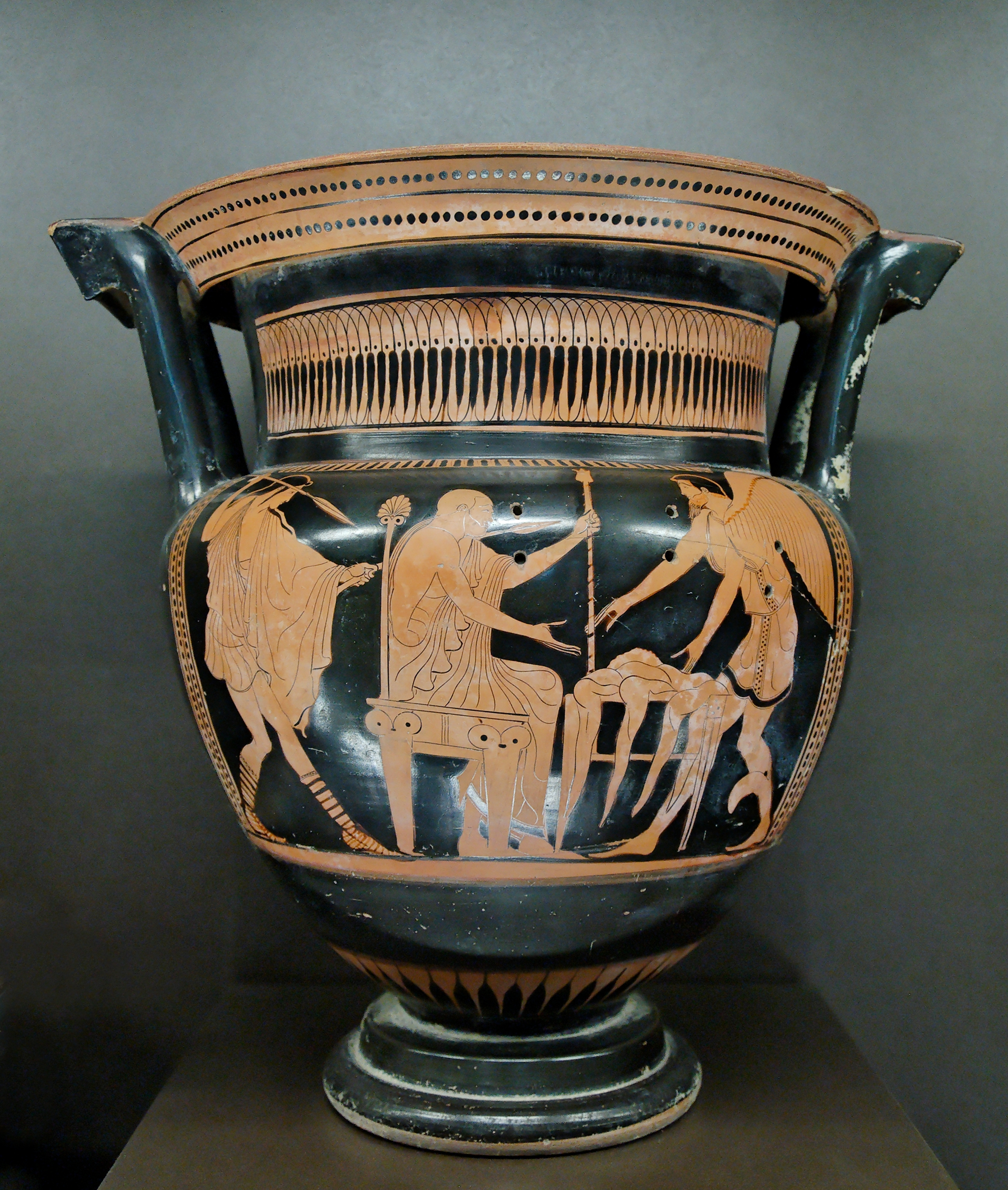
Os Boreádes salvam Phineas das Harpias, num vaso cerca de 460 a.C.

Boréades são os semideuses do vento, filhos e filhas de Orítia e Bóreas. Eles são: Zetes, Calais, Aura e Quione. A princípio simples humanos, depois dotados de belas asas de ouro.
Calais e Zetes são citados na lenda dos Argonautas, como  tripulantes do navio Argo sob o comando de Jasão e que resgataram o rei Fineu das Harpias.